# Sowiecka Formuła 1 Sezon 1973
Sezon 1973 był jedenastym sezonem Sowieckiej Formuły 1. Mistrzem został Nikołaj Kazakow, ścigający się Moskwiczem G5.

## Kalendarz wyścigów
| Runda | Data        | Tor     | Pole position | Najszybsze okrążenie     | Zwycięzca (kierowcy) | Zwycięzca (zespoły) |
| ----- | ----------- | ------- | ------------- | ------------------------ | -------------------- | ------------------- |
| 1     | 3 czerwca   | Mińsk   | ?             | ?                        | Henry Saarm          | DOSAAF Tallinn      |
| 2     | 19 sierpnia | Tallinn | ?             | Michaił Lwow Henry Saarm | Nikołaj Kazakow      | Trud Moskwa         |
| 3     | 26 sierpnia | Ryga    | ?             | ?                        | Jurij Tierieniecki   | Trud Moskwa         |

## Klasyfikacja kierowców
| Legenda oznaczeń w tabelach wyników Wyświetl szablon na nowej stronie | Legenda oznaczeń w tabelach wyników Wyświetl szablon na nowej stronie                                                                     |
| Oznaczenie                                                            | Wyjaśnienie |
| --------------------------------------------------------------------- | --- |
| Złoty                                                                 | Zwycięzca lub mistrzostwo |
| Srebrny                                                               | 2. miejsce lub wicemistrzostwo |
| Brązowy                                                               | 3. miejsce lub II wicemistrzostwo |
| Zielony                                                               | Ukończył, punktował (w klasyfikacji generalnej, gdy zdobył co najmniej jeden punkt na przestrzeni sezonu, poza trzema powyższymi opcjami) |
| Niebieski                                                             | Ukończył, nie punktował (w klasyfikacji generalnej, gdy nie zdobył co najmniej jednego punktu na przestrzeni sezonu)                      |
| Czerwony                                                              | Nie zakwalifikował się (NZ) |
| Czerwony                                                              | Nie prekwalifikował się (NPK) |
| Różowy                                                                | Nie ukończył (NU) |
| Różowy                                                                | Niesklasyfikowany (NS) (w klasyfikacji generalnej, gdy nie został sklasyfikowany w żadnym wyścigu sezonu)                                 |
| Czarny                                                                | Zdyskwalifikowany (DK) |
| Czarny                                                                | Wykluczony (WYK/EX) |
| Biały                                                                 | Nie wystartował (NW) |
| Biały                                                                 | Kontuzjowany (K/INJ) |
| Biały                                                                 | Wyścig odwołany (OD/C) |
| Bez koloru                                                            | Został wycofany (WYC/WD) |
| Bez koloru                                                            | Nie przybył (NP/DNA) |
| Bez koloru                                                            | Nie brał udziału w treningach (NT/DNP) |
| Bez koloru                                                            | Nie został zgłoszony (–) |
| Pogrubienie                                                           | Start z pole position |
| Kursywa                                                               | Najszybsze okrążenie wyścigu |
| †                                                                     | Nie ukończył, ale jego rezultat został zaliczony ze względu na przejechanie więcej niż 90% dystansu wyścigu.                              |
| *                                                                     | Sezon w trakcie |
| 1/2/3                                                                 | Punktowana pozycja w sprincie kwalifikacyjnym                                                                                             |
| Lista systemów punktacji Formuły 1                                    | |

| Poz. | Kierowca                 | Zespół            | MNS | TLN | RGA | Punkty |
| ---- | ------------------------ | ----------------- | --- | --- | --- | ------ |
| 1    | Nikołaj Kazakow          | Trud Moskwa       | 3   | 1   | 6   | 256    |
| 2    | Henry Saarm              | DOSAAF Tallinn    | 1   | 17  | 3   | 224    |
| 3    | Jurij Tierieniecki       | Trud Moskwa       | 2   | 19  | 1   | 222    |
| 4    | Władimir Glurdżidze      | Spartak Tbilisi   | 16  | 3   | 2   | 217    |
| 5    | Regimantas Valatkevičius | DOSAAF Janów      | 5   | 10  | 9   | 191    |
| 6    | Oleg Daniłow             | Spartak Leningrad | 6   | 6   | 13  | 189    |
| 10   | Peep Laansoo             | Kalev Tallinn     | 12  | 5   | -   | 126    |
| 19   | Arkadij Bergstein        | DOSAAF Ryga       | -   | 12  | -   |        |
| 28   | Tõnu Kruut               |                   | ?   | ?   | ?   | 49     |